# خليج سلوى
خليج سلوى، هو الجزء الجنوبي من خليج البحرين. خليج سلوى هو خليج ضيق يفصل شبه جزيرة قطر عن المملكة العربية السعودية. يحدها من الغرب شاطئ مزروع جيدًا يحتوي على أشجار النخيل وأسرة القصب. إلى الشرق توجد منحدرات وتلال منخفضة، مع كثبان رملية وشقق ملح في الطرف الجنوبي.

## جغرافيا
خليج سلوى هو خليج ممدود يمتد جنوبًا من خليج البحرين. فهو يقع في حوالي 80 كيلومتر (50 ميل) طويلة وحوالي 20 كيلومتر (12 ميل) واسعة في أوسع نقطة لها. إلى الغرب تقع المملكة العربية السعودية والشرق قطر. سطح الأرض المحيطة بخليج سلوى مسطح إلى حد كبير، مغطى بالرمل أو الحصى. بينما الساحل الشرقي يتكون من تلال ومرتفعات، مع وجود كثبان رملية ومسطحات ملحية في الجزء الجنوبي والمنحدرات المنخفضة والتلال شمالًا على الساحل الغربي لقطر، وفي هذه المنطقة توجد حقول النفط الرئيسية. على الجانب الغربي من الخليج، الساحل رملي مع ارتفاع منسوب المياه الجوفية الداعمة لأسرّة القصب الواسعة. هناك بحيرات تحت سطح الأرض الضحلة، وقد ظهرت جزر منخفضة على طول الشاطئ بسبب التغيرات في منسوب المياه. الخليج نفسه ضحل مع قاعدة من الرمل والصخور ومروج الأعشاب البحرية.
تتأثر شواطئ منطقة الخليج العربي بظاهرة المد والجزر. ويبلغ الفرق بين أعلى مستوى للمد وأدنى مستوى للجزر حوالى 160 سنتيمتراً. يؤدي تواجد مناطق ضحلة جداً عند مدخل الجزء الشمالي من خليج سلوى نتيجة الشعاب المرجانية وتراكم الرواسب والتي تعتبر حاجزاً طبيعياً لتيارات المد والجزر إلى مدى صغير جدًا في منطقة الخليج (حوالي 0.5 متر (20 بوصة)) وملوحة عالية، حيث يتبخر الماء من السطح ولا يتم تبادل المياه المتبقية مع المياه الأقل ملوحة.
يوجد في مدخل خليج سلوى مجموعة من الجزر البحرينية

## النباتات
الساحل الغربي للخليج ثري بالحياة النباتية.

## الحيوانات
يعد الشاطئ الغربي للخليج منطقة محمية معروفة باسم منطقة خليج سلوى المحمية، وتم تصنيفها كمنطقة هامة لحفظ الطيور والتنوع البيولوجي. إنها أرض التكاثر الرئيسية لغراب البحر السقطري في المملكة العربية السعودية. وتشمل الطيور الأخرى التي تتكاثر هنا الخرشنة القزوينية، والخرشنة بيضاء الخدود، والخرشنة البنغالية والخرشنة الملجمة. تشمل الطيور المهاجرة التي تقضي الشتاء هنا مالك الحزين الغربي للشعاب المرجانية، والغطاس أسود الرقبة، والغطاس متوج، والنورس أسود الرأس الكبير والنورس مستدق المنقار، والنورس القزويني.
يمنع مستوى الملوحة العالية للخليج سلوى نمو معظم الشعاب المرجانية، خرم المنخربات، والمشطيات والرخويات بطني الأقدام مثل العطار، والقميعة والحلزون المخروطي.
توجد في الخليج مجموعات الاطوم والمعروفة بعرائس البحر ذات أهمية خاصة نظرا لأنها لا تهاجر وتبقى في مناطق تغذيتها، حيث تعد المجموعة الموجودة في مياه الخليج العربي ثاني أكبر مجموعة على مستوى العالم.

## محمية خليج سلوى
محمية خليج سلوى أو منطقة خليج سلوى المحمية هو محمية طبيعية في الساحل الغربي للخليج وهي بيئة هامة للطيور والتنوع الحيوي. كما أن المحمية هي المنطقة الأساسية في السعودية لتكاثر طائر الغاق البحري.
في سنة 2006 جرى الإعداد لإعلان محمية خليج سلوى منطقةً محمية جديدة على الخليج العربي من طرف الهيئة الوطنية لحماية الحياة الفطرية وإنمائها.

## مواقع
- مدينة سلوى السعودية[13]
- مدينة دخان القطرية